# Cymbidium insigne
Cymbidium insigne је врста орхидеја из рода Cymbidium и породице Orchidaceae. Природно станиште је од северног Тајланда, Вијетнама до Хајнана. Станиште ове врсте је влажне шуме, између 1000 и 2600 метара надморске висине. Нису наведене подврсте у бази Catalogue of Life.